# José Francisco Robles Ortega
José Francisco Robles Ortega (Mascota, 2 marzo 1949) è un cardinale e arcivescovo cattolico messicano, dal 7 dicembre 2011 arcivescovo metropolita di Guadalajara.

## Biografia
José Francisco Robles Ortega è nato il 2 marzo 1949 a Mascota, Stato federato di Jalisco e diocesi di Tepic, nella parte centro-occidentale degli Stati Uniti Messicani; proveniente da una famiglia operaia di devoti cattolici, è il terzo dei sedici figli di Francisco Robles Arreola (n. 1917) e Teresa Ortega de Robles (n. 1927).

### Formazione e ministero sacerdotale
Dopo aver ricevuto l'istruzione primaria nelle scuole locali, ha proseguito quella secondaria al seminario minore di Autlán de Navarro per apprendere le discipline umanistiche, ottenendo il diploma. Sentendo maturare la vocazione al sacerdozio, si è poi iscritto al seminario maggiore di Guadalajara per studiare filosofia e poi ha frequentato la facoltà di teologia del seminario di Zamora. Al termine del percorso, ha ricevuto l'ordinazione sacerdotale il 20 luglio 1976, nella parrocchia della sua città natale, per imposizione delle mani di José Maclovio Vásquez Silos, vescovo di Autlán; si è incardinato, ventisettenne, come presbitero della medesima diocesi.
Poco dopo l'ordinazione si è trasferito a Roma, in Italia, dove ha studiato alla Pontificia Università Gregoriana ed ha conseguito la licenza in teologia tre anni dopo. Tornato in patria, nel 1979 gli è stato affidato il primo incarico pastorale come vicario parrocchiale della parrocchia Santa María de Guadalupe e prefetto di studi e disciplina nel Seminario minore di Autlán, dove è rimasto per un biennio; in questo periodo ha anche brevemente ricoperto gli uffici di cappellano delle religiose nel 1979 e di direttore spirituale del seminario minore l'anno successivo.
Nel 1980 è stato promosso rettore del seminario minore di Autlán per un quinquennio, mentre a livello diocesano è divenuto consultore, presidente del Consiglio presbiterale nonché membro della commissione per la formazione permanente del clero e di quella per la dottrina della fede. Nel 1985 il vescovo Vásquez Silos lo ha scelto come vicario generale della diocesi, ricoprendo l'incarico fino alla promozione all'episcopato; inoltre è stato promotore diocesano per l'arte sacra nel 1987, assistente della commissione diocesana per gli affari economici nel 1988 ed infine professore di filosofia e teologia al seminario di Autlán. Dopo la morte di mons. Vásquez Silos, avvenuta il 23 luglio 1990, è stato eletto amministratore diocesano di Autlán.

### Ministero episcopale

#### Vescovo ausiliare di Toluca
Il 30 aprile 1991 papa Giovanni Paolo II lo ha nominato, quarantaduenne, vescovo ausiliare di Toluca assegnandogli contestualmente la sede titolare di Bossa. Ha ricevuto la consacrazione episcopale il 5 giugno successivo, nella cattedrale di San Giuseppe a Toluca, per imposizione delle mani di Alfredo Torres Romero, vescovo di Toluca, assistito dai co-consacranti José María Hernández González, vescovo di Netzahualcóyotl, e Javier Lozano Barragán, vescovo di Zacatecas e futuro cardinale. Come suo motto episcopale ha scelto In simplicitate fidei, che tradotto vuol dire "Nella semplicità della fede".
Ha iniziato il proprio ministero quando era in atto il sinodo diocesano, al quale il suo ordinario ha chiesto di partecipare in qualità di vicepresidente; al contempo ha iniziato le visite pastorali nelle parrocchie diocesane, che in quel periodo erano circa 120.
L'11 giugno 1994 si è recato in Vaticano, assieme agli altri vescovi delle regioni settentrionali ed occidentali del Messico, per la visita ad limina apostolorum, allo scopo di discutere con il pontefice della situazione e dei problemi relativi alla diocesi.
Dopo la morte di mons. Torres Romero, avvenuta il 15 ottobre 1995, è stato eletto amministratore diocesano.

#### Vescovo di Toluca
Il 15 giugno 1996 papa Giovanni Paolo II lo ha nominato, quarantasettenne, vescovo di Toluca. Ha preso possesso della diocesi durante una cerimonia svoltasi nella cattedrale di San Giuseppe a Toluca il 15 luglio successivo.
Nel 1997 la Conferenza dell'episcopato messicano lo ha eletto, assieme ad altri dodici delegati, per prendere parte alla I assemblea speciale per l'America del Sinodo dei vescovi, svoltasi nella Città del Vaticano dal 12 novembre al 12 dicembre seguenti, con tema Incontro con Gesù Cristo vivo: il cammino per la conversione, la comunione e la solidarietà in America.

#### Arcivescovo metropolita di Monterrey e cardinale
Il 25 gennaio 2003 papa Giovanni Paolo II lo ha nominato arcivescovo metropolita di Monterrey.
È creato cardinale nel concistoro del 24 novembre 2007 da papa Benedetto XVI, ricevendo il titolo di Santa Maria della Presentazione.

#### Arcivescovo metropolita di Guadalajara
Il 7 dicembre 2011 papa Benedetto XVI lo ha nominato arcivescovo metropolita di Guadalajara: è succeduto al cardinale Juan Sandoval Íñiguez, dimissionario per raggiunti limiti d'età.
Dal 23 dicembre 2021 al 13 luglio 2023 ha ricoperto anche l'ufficio di amministratore apostolico di Colima.
Ha preso parte al conclave del 2013, che ha eletto papa Francesco, e al conclave del 2025, che ha eletto papa Leone XIV.

## Genealogia episcopale e successione apostolica
La genealogia episcopale è:
- Cardinale Scipione Rebiba
- Cardinale Giulio Antonio Santori
- Cardinale Girolamo Bernerio, O.P.
- Arcivescovo Galeazzo Sanvitale
- Cardinale Ludovico Ludovisi
- Cardinale Luigi Caetani
- Cardinale Ulderico Carpegna
- Cardinale Paluzzo Paluzzi Altieri degli Albertoni
- Papa Benedetto XIII
- Papa Benedetto XIV
- Cardinale Enrico Enriquez
- Arcivescovo Manuel Quintano Bonifaz
- Cardinale Buenaventura Córdoba Espinosa de la Cerda
- Cardinale Giuseppe Maria Doria Pamphilj
- Papa Pio VIII
- Papa Pio IX
- Arcivescovo José María Ignacio Montes de Oca y Obregón
- Arcivescovo Próspero María Alarcón y Sánchez de la Barquera
- Arcivescovo Leopoldo Ruiz y Flóres
- Cardinale Miguel Darío Miranda y Gómez
- Vescovo Alfredo Torres Romero
- Cardinale José Francisco Robles Ortega

La successione apostolica è:
- Vescovo José Miguel Ángel Giles Vázquez (2004)
- Arcivescovo Faustino Armendáriz Jiménez (2005)
- Arcivescovo Alfonso Cortés Contreras (2005)
- Arcivescovo Ruy Rendón Leal (2005)
- Arcivescovo Jorge Alberto Cavazos Arizpe (2009)
- Vescovo Juan Odilón Martínez García (2010)
- Vescovo Juan Manuel Muñoz Curiel, O.F.M. (2018)
- Vescovo Héctor López Alvarado (2018)
- Vescovo Engelberto Polino Sánchez (2018)
- Vescovo Manuel González Villaseñor (2021)
- Vescovo Eduardo Muñoz Ochoa (2021)
- Vescovo Ramón Salazar Estrada (2021)

## Curiosità
Nel suo primo anno da seminarista (era il 1964, mese di luglio), Francisco Robles Ortega, durante le vacanze estive, decide di recarsi in Italia (dove si stava svolgendo il Concilio Vaticano II) e senza andare in Vaticano raggiunse San Giovanni Rotondo.
Nel suo paese, tra le famiglie emigrate, era molto diffusa la fama di santità del frate di Pietrelcina, Padre Pio, tanto che gli emigrati italiani inviavano copiose offerte per la costruzione dell'ospedale "Casa Sollievo della Sofferenza". La figura di Padre Pio e la simpatia per l'Italia spinsero il giovane seminarista Francisco Robles Ortega a visitare San Giovanni Rotondo, malgrado un sacerdote invitasse a diffidare di Padre Pio.
Con sua grande meraviglia, mentre Padre Pio passava davanti a lui, gli si fermò davanti e gli disse: "Tu diventerai Monsignore, ma soffrirai molto e porterai molte croci". In effetti quello che disse il frate si realizzò, Ortega divenne sacerdote, fu insignito del titolo onorifico di Monsignore, fu successivamente consacrato vescovo e fu creato cardinale da papa Benedetto XVI. Francisco Robles Ortega dice che le parole di Padre Pio si sono avverate in pieno e ha dovuto faticare non poco per farsi capire dalla gerarchia ecclesiastica.